# Сулейманов, Сервин Кудусович
Сервин Кудусович Сулейманов (род. 25 января 1980, Чкаловск, Таджикская ССР) — украинский боксёр и функционер. Пятикратный чемпион Украины. Мастер спорта Украины международного класса. Участник Летних Олимпийских игр 2000 года. Руководитель Ивано-Франковской городской федерации бокса.

## Биография
Сервин Сулейманов родился в Чкаловске в семье крымских татар, которая жила там после депортации. Через некоторое время переехал с семьёй в УзССР, а в десятилетнем возрасте поселился вместе с матерью в селе Кольчугино (Крым). Примерно в то же время начал заниматься боксом. Первый тренером Сулейманова стал его дядя Рустам Бекиров. После победы на юношеском чемпионате Украины в 1997 году в Виннице Сервин получил приглашение в сборную Украины своего возраста. В 1998 году выиграл чемпионат мира среди юношей в Аргентине, а годом позже — Кубок Европы. На сборах Сулейманов познакомился с тренером Валерием Демьяновым, который разглядел в парне большой потенциал и предложил переехать в Ивано-Франковск, пообещав, помимо прочего, способствовать поступлению в Прикарпатский университет. После долгих колебаний и нескольких отказов Сулейманов принял предложение Демьянова.
Осенью 2000 года в составе сборной Украины принимал участие в Олимпийских играх в Сиднее, однако закончил выступления уже на первом же этапе соревнований, уступив болгарину Юрию Младенову. В декабре того же года выиграл кубок мира в России, где в том числе взял реванш у Младенова.
В 2007 году решил закончить боксёрскую карьеру из-за тяжёлой болезни Валерия Демьянова и игнорирование со стороны тренеров сборной. В том же году неожиданно получил предложение попробовать себя на профессиональном ринге, однако уступил в обоих поединках, в которых принимал участие. Учитывая, что технический и лёгкий стиль Сулейманова не слишком подходил для профессионального бокса, где одним из главных условий был мощный удар, украинский боксёр принял решение окончательно закончить выступления на ринге.
В декабре 2016 года Сервин Сулейманов был избран руководителем Ивано-Франковской городской федерации бокса.